# Closed Gates (film 1914)
Closed Gates è un cortometraggio muto del 1914 diretto da Phillips Smalley e Lois Weber.

## Trama
Una bambina vive con i nonni, due vecchi aristocratici che disapprovano il proprio figlio. La piccola è tenuta chiusa nel loro palazzo, senza contatti con l'esterno, né riesce a trovare una compagnia nella sua governante o nell'istitutrice. In quanto ai nonni, ormai da anni hanno dimenticato cosa voglia dire divertirsi. Il desiderio della bambina sarebbe quello di andare a giocare con i figli del custode nel fango delle pozzangher ma le porte sono sempre chiuse. Un giorno, però, la ragazzina riesce a scivolare fuori. Quando i nonni scoprono la sua scappatella, la vorrebbero richiudere di nuovo nelle sale asettiche della loro casa, preoccupati che la povertà di quei bambini possa contaminarla. Ma il padre della bambina, memore della sua infelice infanzia legata alla tradizione, dopo aver visto la felicità in sua figlia, trova la forza di opporsi al volere dei genitori e porta la bambina a cena nella casupola del custode. Il cuore dei due vecchi viene toccato: il nonno ricorda la gioia della fanciullezza, la nonna guardando una bambola sente un po' di dolcezza e i due scoprono il perdono, dando il benvenuto al figlio e alla nipotina. I cancelli, da sempre chiusi, finalmente si aprono, spalancandosi.

## Produzione
Il film fu prodotto dalla Rex Motion Picture Company.

## Distribuzione
Distribuito dalla Universal Film Manufacturing Company, il film - un cortometraggio in una bobina - uscì nelle sale cinematografiche statunitensi il 7 giugno 1914.